# 間苯三酚羧酸
間苯三酚羧酸（Phloroglucinol carboxylic acid）属于酚酸，為酚酸類衍生物，是三羥基苯甲酸的一种，別名又稱 2,4,6 - 三羥基苯甲酸，和没食子酸互为同分异构体，CAS號：83-30-7。

## 产生与存在
它可以由熒光假單胞菌產生。是兒茶素的降解產物。当一種人體部分正常菌群的細菌，醋酸鈣不動桿菌以儿茶素作为唯一碳来源生长时，会将儿茶素降解为間苯三酚羧酸排泄出来。葡萄酒中也存在有间苯三酚羧酸。